# Rue de Solférino (Paris)
Die Rue de Solférino ist eine Straße im 7. Arrondissement von Paris.

## Lage
Die Straße führt vom Seineufer (Quai Anatole France – Quai Valéry Giscard d’Estaing) zum Boulevard Saint-Germain.

## Namensursprung
Die Straße beginnt an der Fußgängerbrücke Lépold Sédar Senghor, die ursprünglich Pont de Solférino hieß. Straße und Brücke verdanken den Namen der Schlacht von Solferino, die Napoleon III. am 24. Juni 1859 während des Italienfeldzugs in der Lombardei gegen die österreichischen Truppen gewann.

## Geschichte
Die Verkehrsader sollte den Faubourg Saint-Germain mit der Oper und darüber hinaus verbinden. Sie wurde unter dem Zweiten Kaiserreich per Dekret vom 28. Juli 1866 geschaffen.
Am südlichen Ende wird die Straße zwischen dem Boulevard Saint-Germain und der Rue Saint-Dominique als Parkanlage (Place Jacques Bainville) weitergeführt.

## Sehenswürdigkeiten
- Nr. 1: Gärten und ein Teil der Fassade des Palastes der Ehrenlegion, dessen Haupteingang sich in der Rue de Lille befindet.
- Nr. 2: Hôtel Hunebel[3]: Im Jahr 1881 lebte unter dieser Adresse ein gewisser Herr Hunebelle[4], Bauunternehmer für öffentliche Arbeiten. - Das Gebäude ist die Rückseite des Musée d’Orsay.
- Nr. 5: Von 1947 bis 1955 befand sich hier das Hauptquartier von General de Gaulles RPF (Rassemblement du peuple français). Seit den 1970er Jahren ist es der Sitz der Instituts und der Stiftung Charles de Gaulle. Die Rue de Solférino war auch der Sitz verschiedener gaullistischer politischer Vereinigungen und Organisationen, wie der Nationalen Vereinigung zur Unterstützung der Aktion General de Gaulles von 1960 bis 1975 und des Dienstes für Bürgeraktion (SAC). - Der Akademiker und Literat François de Curel (1854–1928) lebte und starb in diesem Haus.
- Nr. 6: Eine Gedenktafel erinnert daran, dass hier der Schriftsteller Jules Romains von 1947 bis 1972 wohnte.
- Nr. 10: Unter dieser Hausnummer wird ein Gebäudekomplex mit entsprechender Nutzungsgeschichte zusammengefasst:
  - Stadthaus von Albert de Broglie, Botschafter, Minister, Ratspräsident, Parlamentarier, Mitglied der Académie française, dann seines Sohnes Prinz Amédée de Broglie (1849–1917), Ehemann von Marie Say (1857–1943).[5] Letztere, die 1930 erneut Prinz Louis-Ferdinand d’Orléans heiratete, bewohnte das Haus mit den Kindern aus ihrer ersten Ehe bis 1934.
  - Im Jahr 1934 erwarb der Allgemeine Gewerkschaftsbund (CGT) das Gebäude.
  - 1940 löste das Vichy-Regime die Gewerkschaften auf und beschlagnahmte ihr Eigentum. Während der deutschen Besatzung (fr) beherbergte dieses Gebäude das für Propaganda zuständige Informationsministerium, ein Symbol der Kollaboration. Informationsminister Philippe Henriot wurde dort am 28. Juni 1944 von einem COMAC-Mitglied ermordet.
  - Am 18. August 1944, während des Pariser Aufstands, eroberten Widerstandskämpfer des öffentlichen Dienstes der CGT das Gebäude mit Waffengewalt zurück. Nach der Spaltung 1948 und bis 1978 war es der Sitz der aus der Vorkriegs-CGT hervorgegangenen Gewerkschaften: UGFF-CGT, FGF-FO und FEN.[6]
  - Von 1981 bis 2018 hatte die Parti socialiste (PS) hier ihren Sitz.[7]
  - Im Januar 2021 erwarb die Interparfums-Gruppe, die zuvor am Rond Point des Champs-Élysées 4 im 8. Arrondissement von Paris ansässig war, das Gebäude als ihren Hauptsitz.[8][9] Mit der Renovierung wurde der Architekt Jean-Paul Viguier beauftragt.

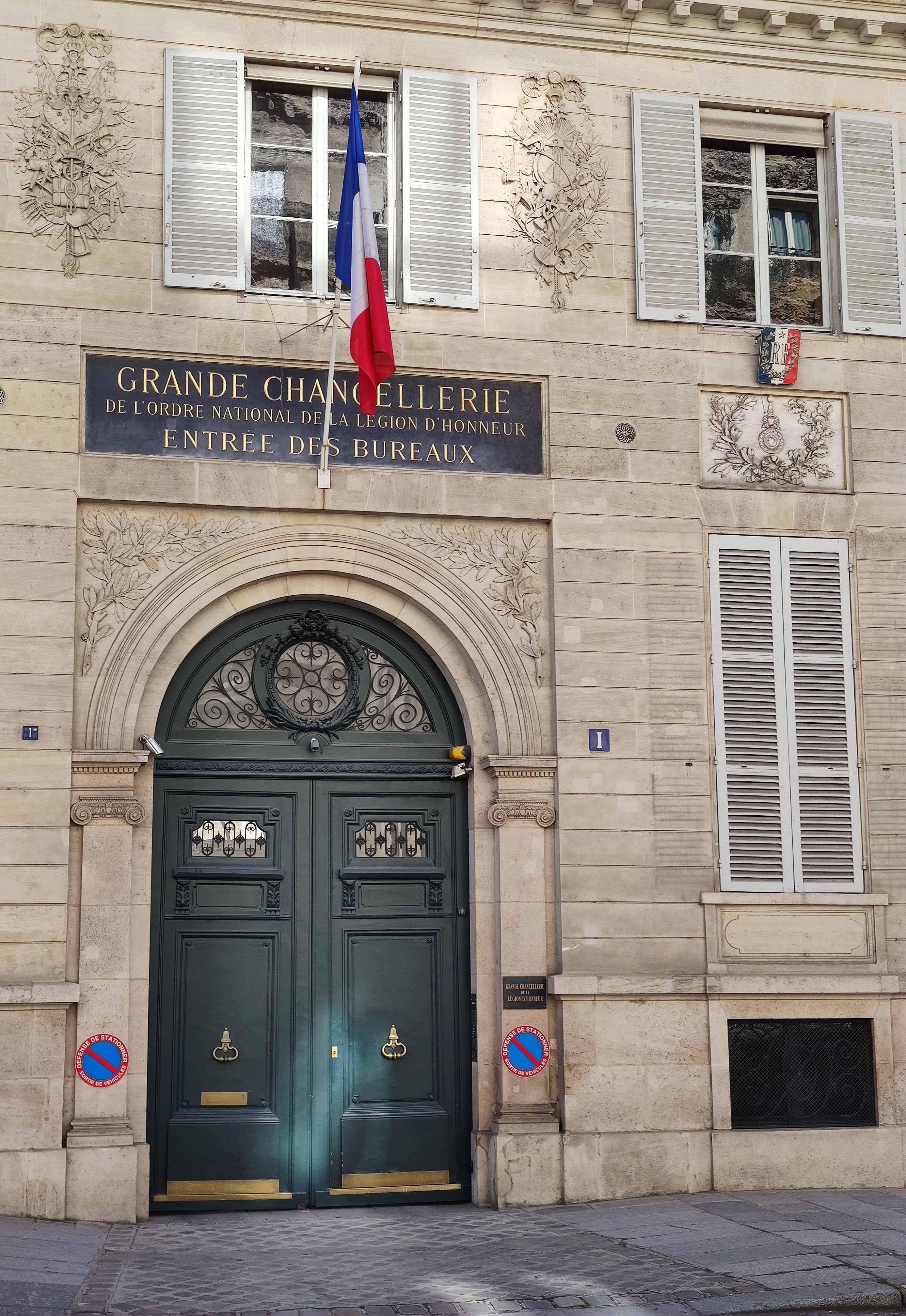
Nr. 1
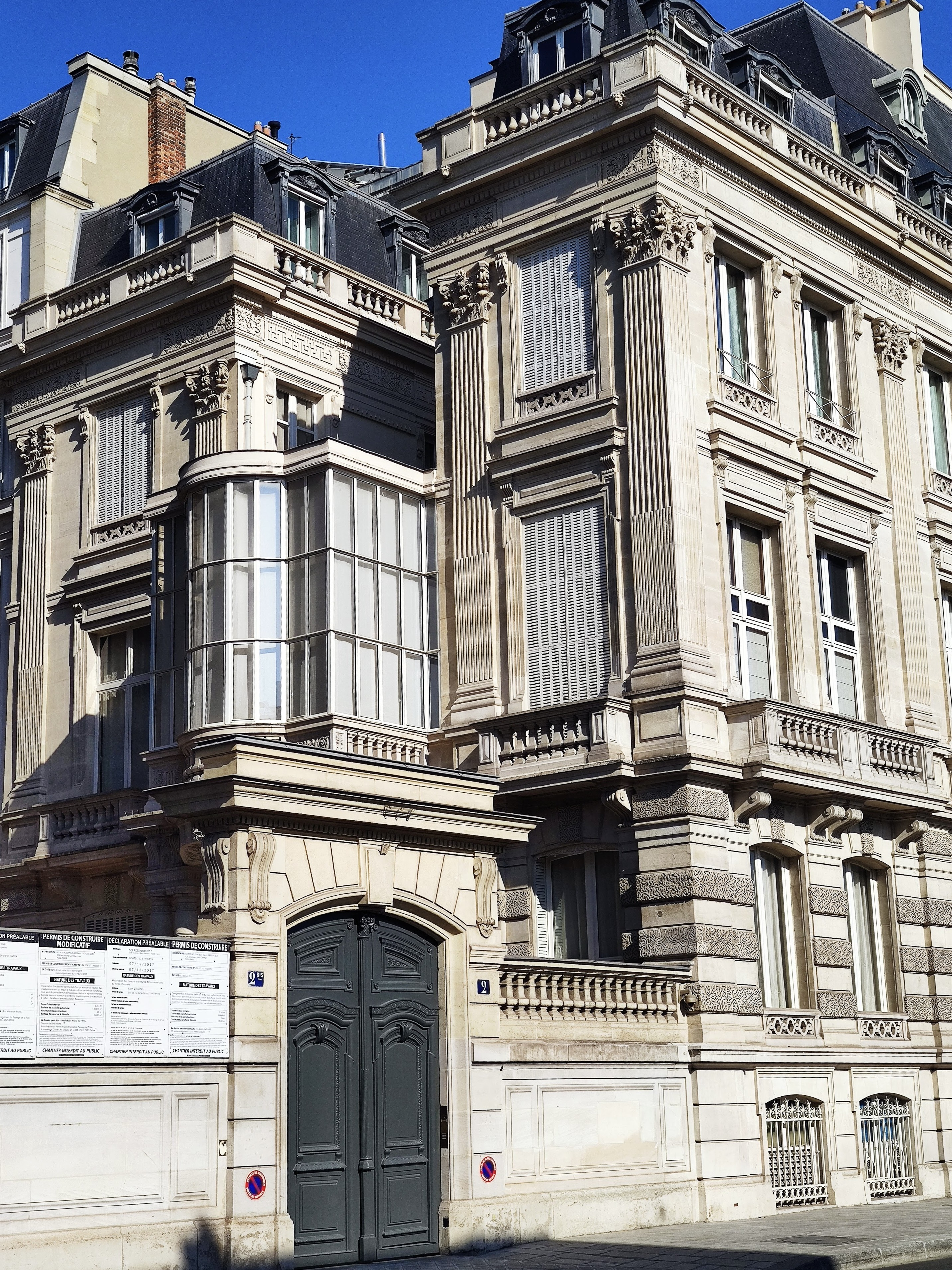
Nr. 2
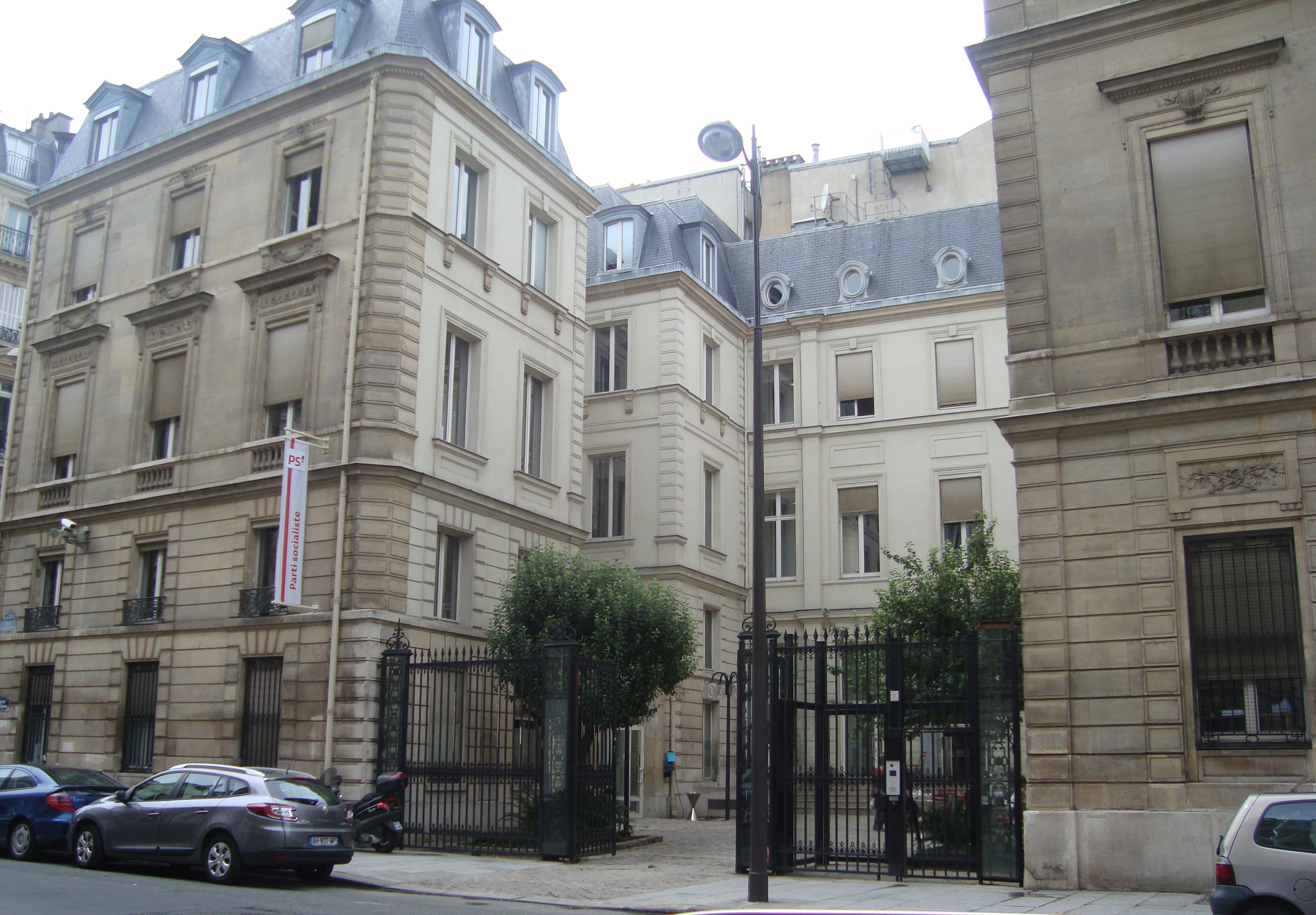
Nr. 10
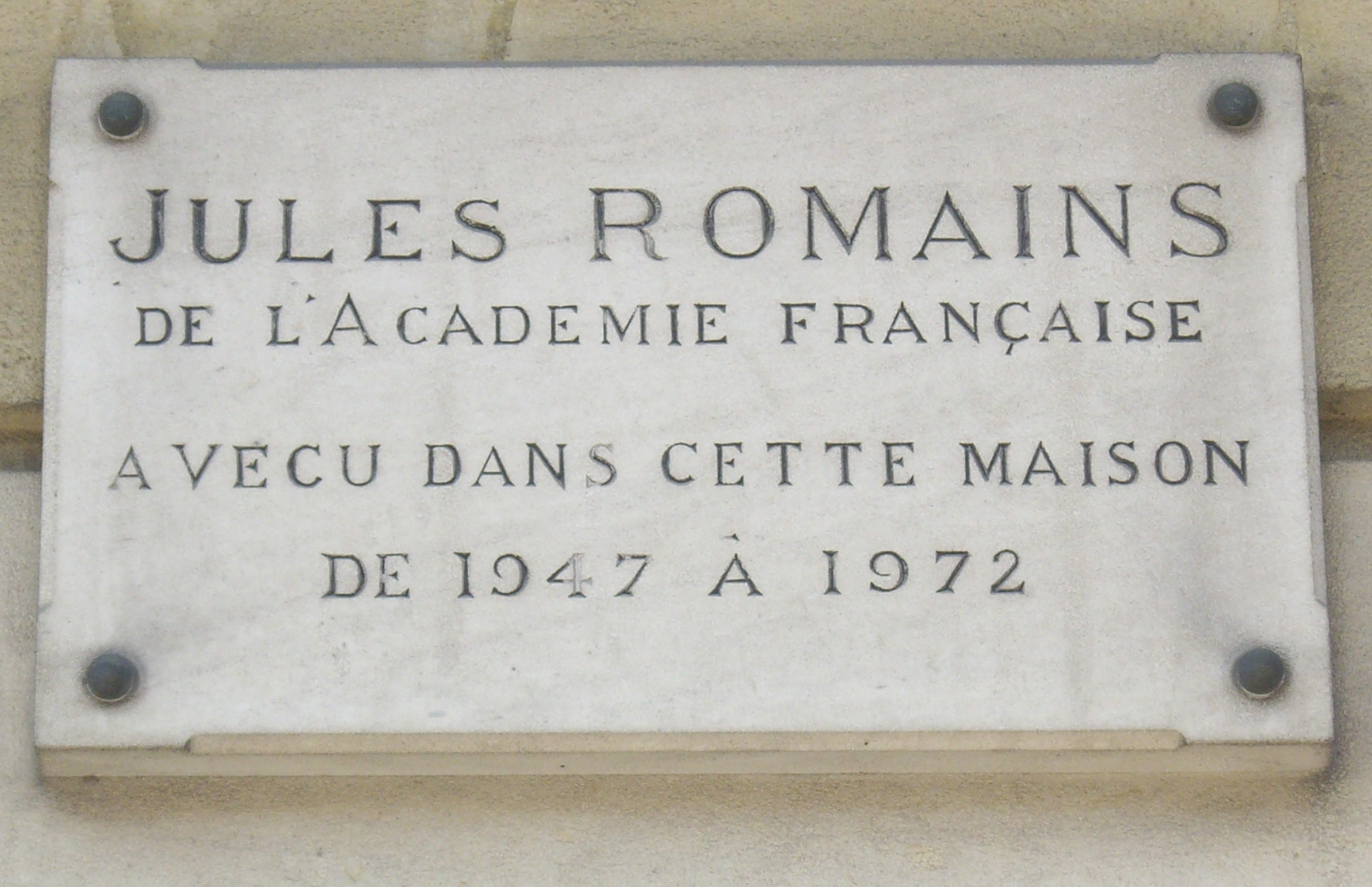
Plakette an Nr. 6

### Filmkulisse
- In der Straße wurden Szenen aus Staffel 2 der Fernsehserie Baron Noir (2018) gedreht.